# Back into the Future
Back into the Future è un album dei Man, pubblicato dalla United Artists Records nel settembre del 1973. Il doppio LP fu registrato nel maggio-luglio 1973 al Rockfield, Chipping Norton ed all'Olympic Studios (lato A e lato B), mentre i brani contenuti nel lato C e lato D, furono registrati dal vivo al The Roundhouse di Londra (Inghilterra) il 24 giugno 1973.

## Tracce
Lato A
1. A Night in Dad's Bag – 4:03 (Micky Jones, Terry Williams, Phil Ryan)
2. Just for You – 5:18 (Micky Jones, Terry Williams, Phil Ryan)
3. Back into the Future – 4:06 (Micky Jones, Terry Williams, Phil Ryan)
4. Don't Go Away – 4:00 (Micky Jones, Terry Williams, Phil Ryan)

Lato B
1. Ain't Their Fight – 7:42 (Micky Jones, Terry Williams, Phil Ryan)
2. Never Say Nups to Nepalese – 7:31 (Micky Jones, Terry Williams, Phil Ryan)

Lato C
1. Sospan Fach – 3:34 (Brano tradizionale, arrangiamenti Man)
2. C'mon – 19:03 (Micky Jones, Phil Ryan, Terry Williams, Clive John)

Lato D
1. Jam Up Jelly Tight/Oh No, Not Again (Spunk Rock '73) – 21:02 (Micky Jones, Phil Ryan, Terry Williams)

Edizione triplo CD del 2008, pubblicato dalla Esoteric Recordings Records ECLEC 2080
CD 1
1. A Night in Dad's Bag – 4:03 (Jones, Ryan, Williams)
2. Just for You – 5:18 (Jones, Ryan, Williams)
3. Back into the Future – 4:06 (Jones, Ryan, Williams)
4. Don't Go Away – 4:00 (Jones, Ryan, Williams)
5. Ain't Their Fight – 7:42 (Jones, Ryan, Williams)
6. Never Say Nups to Nepalese – 7:31 (Jones, Ryan, Williams)
7. Sospan Fach – 3:34 (Brano tradizionale, arrangiamenti Gwailia Male Voice Choir)
8. C'mon – 19:03 (Jones, Ryan, Williams, John)
9. Jam Up Jelly Tight/Oh No, Not Again (Spunk Rock '73) – 21:02 (Jones, Ryan, Williams)

CD 2
1. Sospan Fach – 4:36 (Brano tradizionale, arrangiamenti Gwailia Male Voice Choir)
2. A Night in Dad's Bag – 5:06 (Jones, Ryan, Williams)
3. C'mon – 19:58 (Jones, Ryan, Williams, John)
4. Just for You – 6:23 (Jones, Ryan, Williams)
5. Jam Up Jelly Tight/Oh No, Not Again (Spunk Rock '73) – 21:39 (Jones, Ryan, Williams)

CD 3
1. Bananas – 16:19 (Jones, Ryan, Williams, John)
2. Life on the Road – 12:14 (Jones, Ryan, Williams, John)
3. Ain't Their Fight – 10:23 (Jones, Ryan, Williams)
4. The Single (I'm Dreaming) – 4:06 (Jones, Ryan, Williams)
5. The Symbol Who Came to Dinner – 3:00 (Jones, Ryan, Williams, John)

- CD 1: doppio album originale pubblicato dalla United Artists Records (UAD 60053/54) nel settembre del 1973
- CD 2 e CD 3: brani 1,2 e 3 registrati il 24 giugno 1973 al The Roundhouse, Chalk Farm di Londra
- CD 3: brani 4 e 5 registrati al Chipping Norton Studios il 31 agosto del 1973

## Musicisti
Brani A1, A2, A3 e A4
- Micky Jones - chitarra, voce
- Phil Ryan - tastiera
- Will Youatt - basso
- Terry Williams - batteria

Brani B1, B2, C1, C2 e D
- Micky Jones - chitarra, voce
- Tweke Lewis - chitarra
- Phil Ryan - tastiera
- Will Youatt - basso
- Terry Williams - batteria
- The Gwailia Male Choir - accompagnamento vocale, cori (solo nei brani: C1 e C2)